# Paracis dejecta
Paracis dejecta är en korallart som först beskrevs av Thomson och Russell 1910.  Paracis dejecta ingår i släktet Paracis och familjen Plexauridae. Inga underarter finns listade i Catalogue of Life.